# Ihľany
Ihľany (in ungherese Majorka, in tedesco Maierhofen) è un comune della Slovacchia facente parte del distretto di Kežmarok, nella regione di Prešov.